# Lobo-guará
O lobo-guará (nome científico: Chrysocyon brachyurus), também chamado guará, aguará, aguaraçu, lobo-de-crina, lobo-de-juba e lobo-vermelho, é uma espécie de canídeo endêmico da América do Sul. Suas marcas lembram as de uma raposa-vermelha, mas não é uma raposa nem um lobo. É a única espécie do gênero Chrysocyon e provavelmente, a espécie vivente mais próxima é o cachorro-vinagre (Speothos venaticus). Ocorre em savanas e áreas abertas no centro do Brasil, Paraguai, Argentina e Bolívia, sendo um animal típico do Cerrado. Foi extinto em parte de sua ocorrência ao sul, mas ainda deve ocorrer no Uruguai. No dia 29 de julho de 2020 o lobo-guará foi escolhido para simbolizar a cédula de duzentos reais.
É o maior canídeo da América do Sul, podendo atingir entre 20 e 30 quilos de peso e até 90 centímetros na altura da cernelha. Suas pernas longas e finas e a densa pelagem avermelhada lhe conferem uma aparência inconfundível. O lobo-guará é adaptado aos ambientes abertos das savanas sul-americanas, sendo um animal crepuscular e onívoro, com importante papel na dispersão de sementes de frutos do cerrado, principalmente a lobeira (Solanum lycocarpum). Solitário, os territórios são divididos entre um casal, que se encontra no período do estro da fêmea. Esses territórios são bastante amplos, podendo ter uma área de até 123 km². A comunicação se dá principalmente através de marcação de cheiro, mas também ocorrem vocalizações semelhantes a latidos. A gestação dura até 65 dias, com os recém-nascidos de cor preta pesando entre 340 e 430 gramas.
Apesar de não ser considerado em perigo de extinção pela União Internacional para a Conservação da Natureza (UICN), todos os países em que ele ocorre o classificam em algum grau de ameaça, apesar de não se saber a real situação das populações. Estima-se que existam cerca de 23 mil animais na natureza, sendo um animal popular em todos os zoológicos. Está ameaçado principalmente por causa da destruição do cerrado para ampliação da agricultura, atropelamentos, caça e doenças advindas dos cães domésticos. No entanto, é adaptável e tolerante às alterações provocadas pelo ser humano. O lobo-guará ocorre atualmente em áreas de Mata Atlântica já desmatadas, onde não ocorria originalmente.
Algumas comunidades carregam superstições sobre o lobo-guará e podem até nutrir certa aversão ao animal. Mas em geral o lobo-guará provoca simpatia em humanos e por isso é usado como espécie bandeira na conservação do Cerrado.

## Etimologia
O lobo-guará também é conhecido como guará, aguará, aguaraçu, lobo-de-crina, lobo-de-juba ou lobo-vermelho. O termo lobo origina-se do latim lupus. Guará e aguará se originaram do tupi agûará (também escrito aûará), guary na ortografia guaraní mbyá. Aguaraçu veio do termo para "guará grande". Os nomes de origem tupi-guarani são mais comuns na Argentina e Paraguai (aguará guazú), mas outros países de língua espanhola têm outras denominações como boroche na Bolívia e lobo de crin no Peru. Lobo de crin (em espanhol) e maned wolf (em inglês) são alusões à crina da nuca.

## Taxonomia e evolução

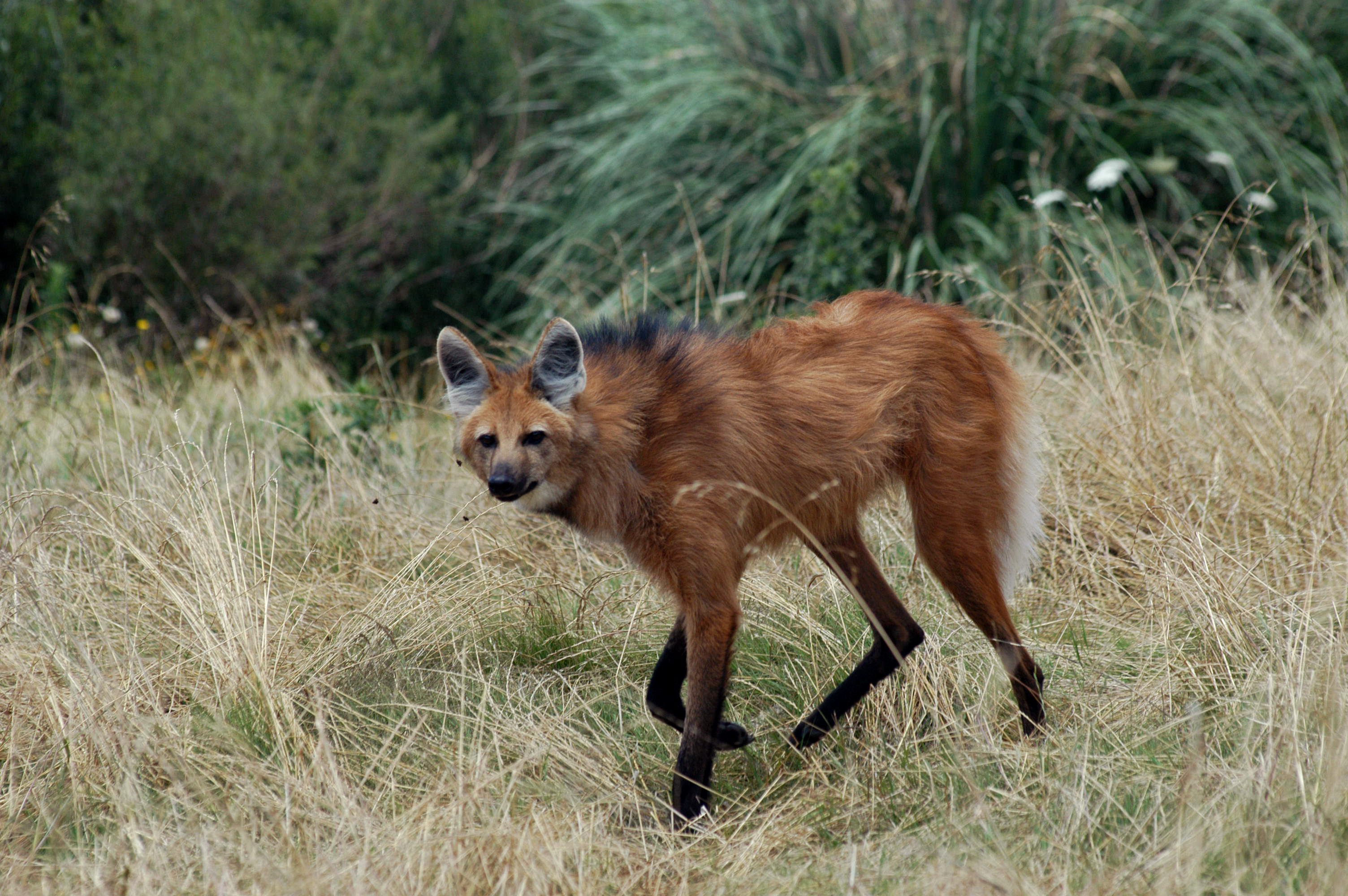
É um dos canídeos endêmicos da América do Sul

A espécie foi descrita em 1815, por Johann Karl Wilhelm Illiger, inicialmente como Canis brachyurus. Lorenz Oken o classificou como Vulpes cancrosa, e somente em 1839, Charles Hamilton Smith descreveu o gênero Chrysocyon. Posteriormente outros autores o consideraram como integrante do gênero Canis.
Apesar de já ter pertencido aos gêneros Canis e Vulpes, por suas semelhanças morfológicas, o lobo-guará não está intimamente relacionado a estes gêneros. Estudos moleculares não demonstraram relações do gênero Chrysocyon com estes canídeos. O lobo-guará é um dos canídeos endêmicos da América do Sul, juntamente com o graxaim-do-mato (Cerdocyon thous), o cachorro-vinagre (Speothus venaticus) e o gênero Lycalopex. Tal grupo é monofilético segundo os estudos genéticos, mas estudos morfológicos incluem Nyctereutes procyonoides, que é originário da Ásia. A espécie da qual derivou-se é o Chrysocyon nearcticus, que ao contrário do lobo-guará, viveu na América do Norte.
Um estudo comparando a anatomia cerebral de vários canídeos, publicado em 2003, colocou o lobo-guará como aparentado do lobo-das-malvinas (Dusicyon australis) e do gênero Lycalopex (considerado pelos autores como Pseudalopex). Os estudos moleculares corroboram que o lobo-guará tem um ancestral comum exclusivo com o lobo-das-malvinas, que viveu há aproximadamente 6 milhões de anos.
Entretanto, estudos genéticos recentes situam o lobo-guará como mais próximo filogeneticamente do cachorro-vinagre (Speothos venaticus), formando um clado que é grupo-irmão de outro ao qual pertencem todos os outros canídeos sul-americanos, como o cachorro-do-mato-de-orelhas-curtas (Atelocynus microtis), o graxaim-do-mato (Cerdocyon thous) e o gênero Lycalopex. Tal clado divergiu dos outros canídeos sul-americanos há cerca de 4,2 milhões de anos e os gêneros Chrysocyon e Speothos divergiram há cerca de 3 milhões de anos.
Não são conhecidos muitos fósseis de lobo-guará e os que foram descobertos são originários do Holoceno e do Pleistoceno Superior, desenterrados no planalto Brasileiro, indicando que a espécie também evoluiu somente nas áreas abertas do Brasil Central. Também não são reconhecidas subespécies.

## Distribuição geográfica e habitat

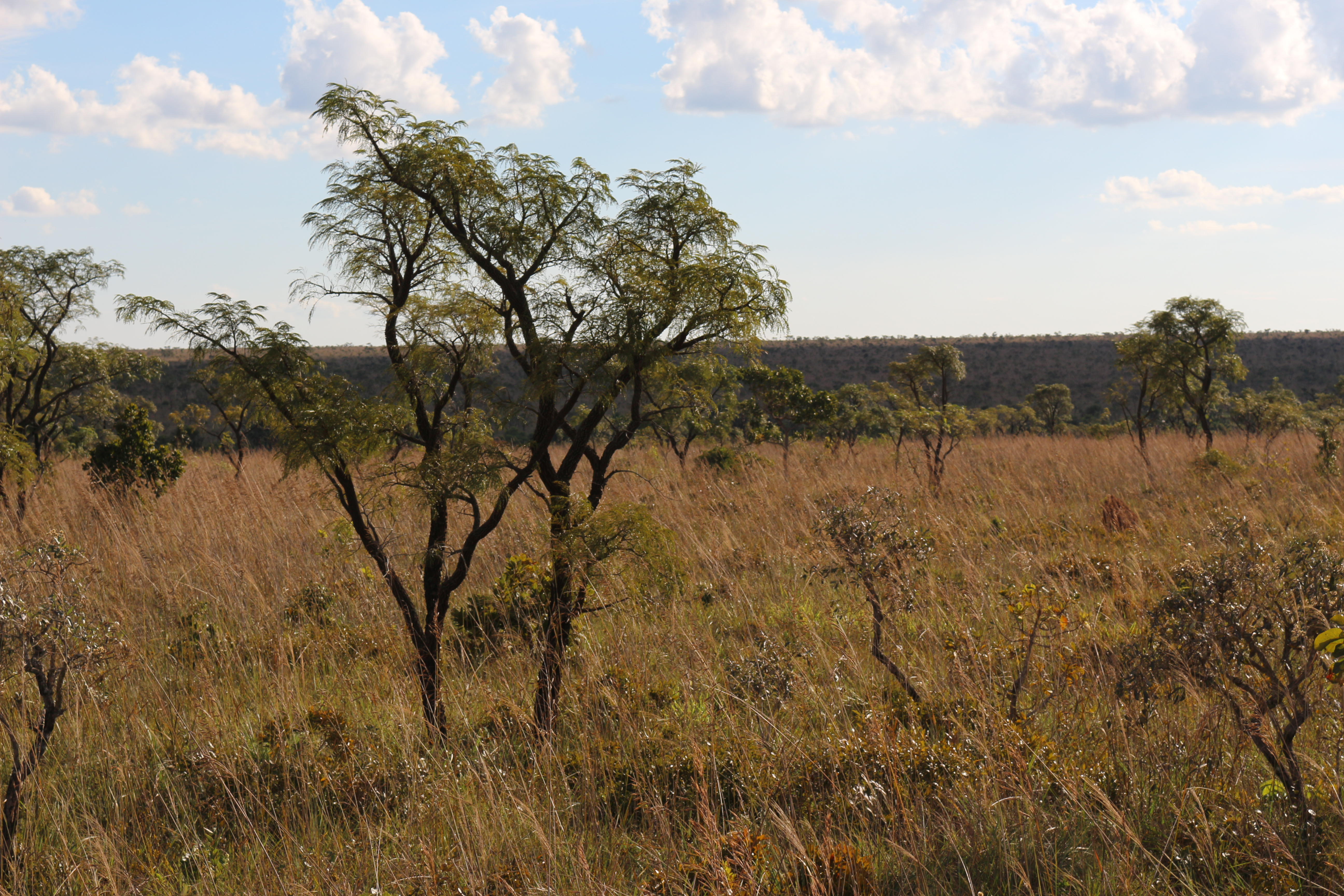
O Cerrado é o principal habitat do lobo-guará

O lobo-guará é um canídeo endêmico da América do Sul e habita as pradarias e matagais do centro desse continente. Sua distribuição geográfica vai da foz do rio Parnaíba, no Nordeste do Brasil, passando pelas terras baixas da Bolívia, o leste dos Pampas del Heath, no Peru e o chaco paraguaio, até o Rio Grande do Sul. Evidências da presença do lobo-guará na Argentina podem ser encontradas até o Paralelo 30, com avistamentos recentes em Santiago del Estero. Provavelmente o lobo-guará ainda ocorre no Uruguai, dado que um espécime foi avistado em 1990, mas desde então não há registro da espécie no país.
É fato que o lobo-guará desapareceu em muitas regiões nos limites sul de sua distribuição geográfica, ocorrendo quase que somente até a fronteira do Rio Grande do Sul com o Uruguai. Interessamente, o desmatamento da Mata Atlântica nas regiões sudeste e leste do Brasil favoreceu a expansão de sua distribuição geográfica para áreas onde antes não habitava. Por essa razão, os registros em áreas de Mata Atlântica no Paraná, São Paulo, Rio de Janeiro e Minas Gerais aumentaram nos últimos anos. No Pantanal o lobo-guará ocorre em terras altas no alto Paraguai, mas evita as terras baixas da planície Pantanal. Há registros esporádicos da espécie em áreas de transição do Cerrado com a Amazônia e com a Caatinga. A espécie pode ocorrer acima de 1 500 metros de altitude.
O habitat do lobo-guará se caracteriza principalmente por campos abertos, com vegetação arbustiva e áreas florestais com o dossel aberto, sendo um animal típico do Cerrado. Também pode ser encontrado em áreas que sofrem inundações periódicas e campos cultivados pelo homem. O lobo-guará prefere ambientes com baixa quantidade de arbustos e vegetação pouco densa. Áreas mais fechadas são utilizadas para descanso durante o dia, principalmente em regiões muito alteradas antropicamente. Nessas áreas alteradas pode ser observado em campos cultivados, plantações de Eucalyptus e até em áreas suburbanas. Apesar de a espécie poder ocorrer em ambientes antrópicos, é necessário que se façam mais estudos para quantificar o grau de tolerância do lobo-guará às atividades agrícolas, mas alguns autores sugerem a preferência por áreas modificadas pelo homem em oposição às áreas florestais bem preservadas.
Recentemente, devido a perda de habitat, o lobo guará migrou para o Espirito santo.

## Descrição

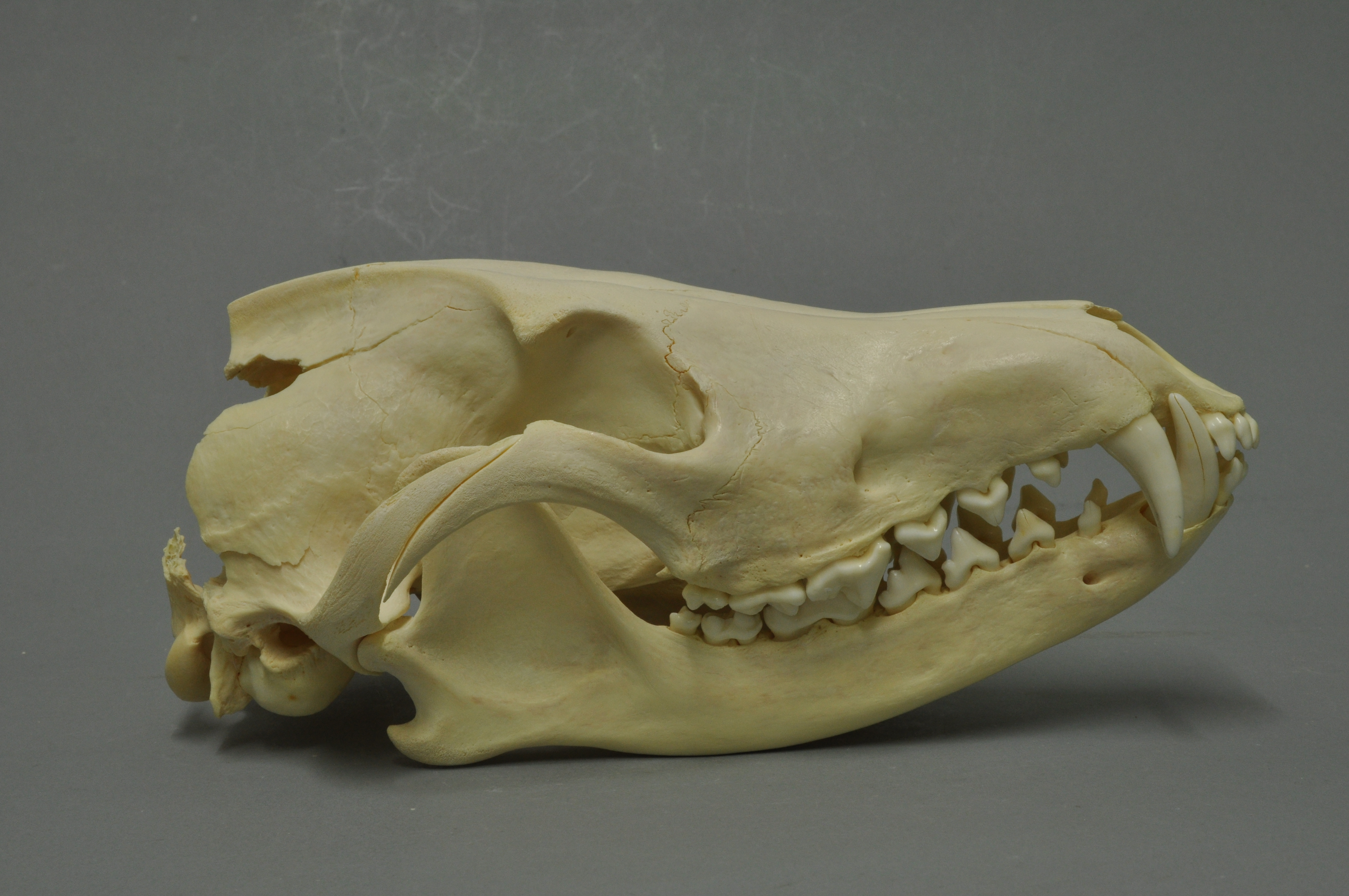
O crânio é semelhante ao do lobo e do coiote

É o maior canídeo da América do Sul, atingindo entre 95 e 115 centímetros de comprimento, com uma cauda medindo entre 38 e 50 centímetros de comprimento e atingindo até 90 centímetros na altura da cernelha. Pesa entre 20,5 e 30 quilos, não havendo diferenças significativas no peso de machos e fêmeas. É um animal difícil de confundir com os outros canídeos sul-americanos, por causa de suas longas e finas pernas, densa pelagem avermelhada e grandes orelhas. A forma esguia da espécie provavelmente é uma adaptação ao deslocamento em áreas abertas cobertas por gramíneas. Outras adaptações condizentes ao ambiente aberto, coincidem na extrema velocidade da espécie graças a sua morfologia similar a de um galgo, atingindo uma velocidade de 75 km/h, tornando-o o mais rápido canídeo selvagem.

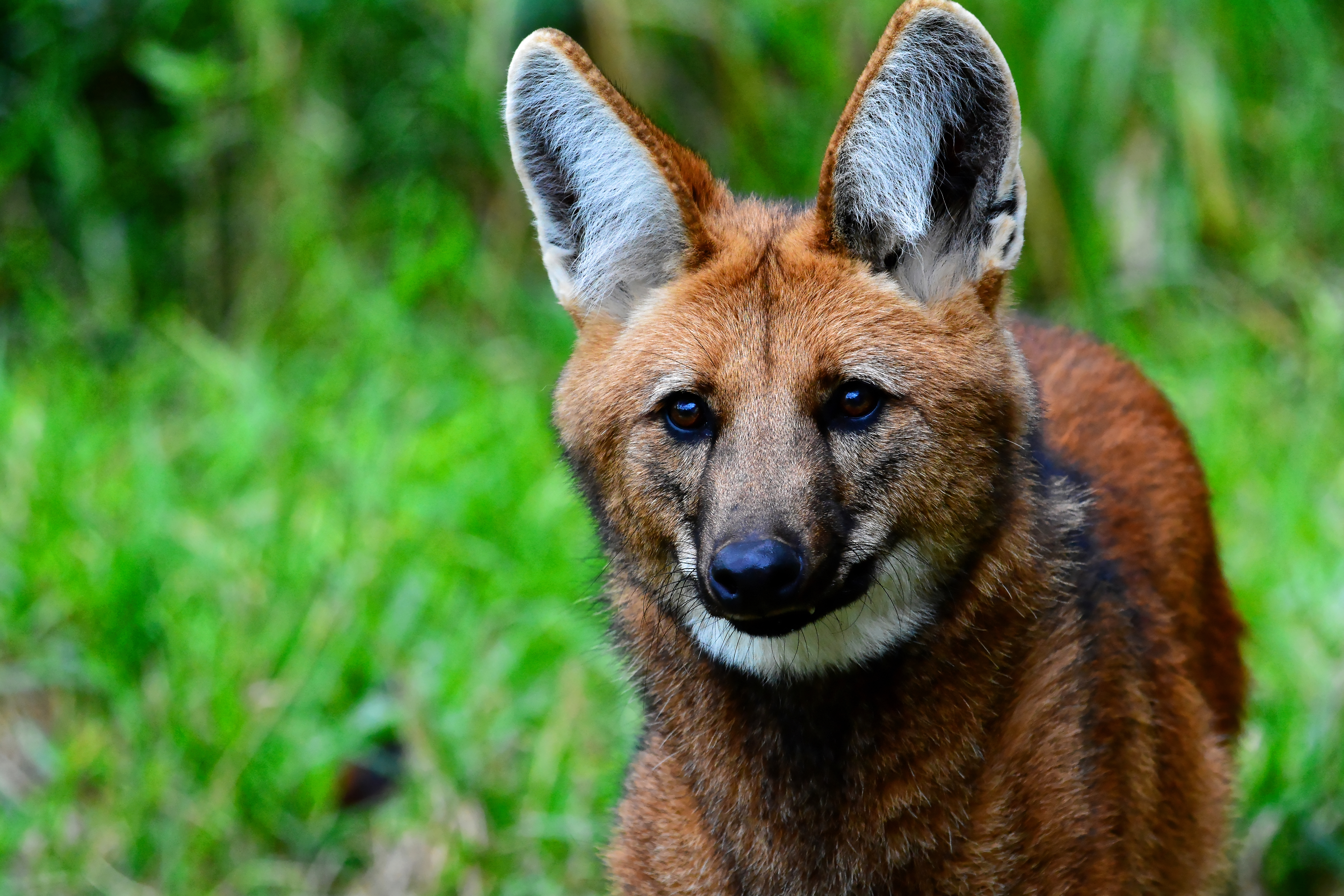
O lobo-guará apresenta pelagem marrom-avermelhada.

A pelagem do corpo varia do vermelho-dourado ao laranja e os pelos da nuca e patas são pretos, não havendo uma subcamada na pelagem. A parte inferior da mandíbula e a ponta da cauda são brancos. Os pelos são compridos, podendo atingir até 8 centímetros de comprimento ao longo do corpo, formando um tipo de crina na nuca do animal. Quase não existe variação na cor da pelagem, e não é possível identificar os indivíduos ou o sexo a partir da coloração dos pelos, embora já tenha sido registrado um indivíduo totalmente preto no norte de Minas Gerais.
O formato da cabeça se parece com o de uma raposa. O focinho é esguio e as orelhas são grandes. Entretanto, o crânio é semelhante ao do lobo (Canis lupus) e do coiote (Canis latrans). O crânio também apresenta uma proeminente crista sagital. O dente carniceiro é reduzido, os incisivos superiores pequenos e os caninos longos. Como os outros canídeos, tem 42 dentes com a seguinte fórmula dentária: {\displaystyle {\tfrac {3.1.4.2}{3.1.4.3}}\times 2=42}. Semelhante ao do cachorro-vinagre (Speothos venaticus), o rinário do lobo-guará se estende até o lábio superior, mas as vibrissas são mais compridas.
As pegadas do lobo-guará são semelhantes às do cão, mas apresentam as almofadas plantares desproporcionalmente pequenas quando comparadas com as marcas dos dígitos, que são bem abertas. O cão apresenta almofadas plantares até 3 vezes maiores que a do lobo-guará em suas pegadas. Essas almofadas têm um formato triangular. As pegadas dianteiras têm entre 7 e 9 centímetros de comprimento e 5,5 e 7 centímetros de largura, e as das patas traseiras têm entre 6,5 e 9 centímetros de comprimento e 6,5 a 8,5 centímetros de largura. Uma característica que diferencia as pegadas do lobo-guará da dos outros canídeos sul-americanos é a união proximal dos terceiro e quarto dígitos.
Geneticamente o lobo-guará apresenta 38 cromossomos, com um cariótipo semelhante ao dos outros canídeos. A diversidade genética sugere que há 15 mil anos a espécie sofreu uma redução da sua diversidade, chamada efeito de gargalo. Mesmo assim essa diversidade genética é maior que a de outros canídeos.

## Comportamento e ecologia
O lobo-guará é um animal crepuscular, mas seu padrão de atividade está mais relacionado com a umidade relativa do ar e com a temperatura, semelhante ao observado com o graxaim-do-mato (Cerdocyon thous). Os picos de atividade ocorrem entre 8h às 10h da manhã e 20h às 22h. Em dias frios ou nublados podem ficar ativos durante todo o dia. É provável que utilize os campos abertos para forrageamento e as áreas mais fechadas, como as matas ciliares, para descansar, principalmente nos dias mais quentes.

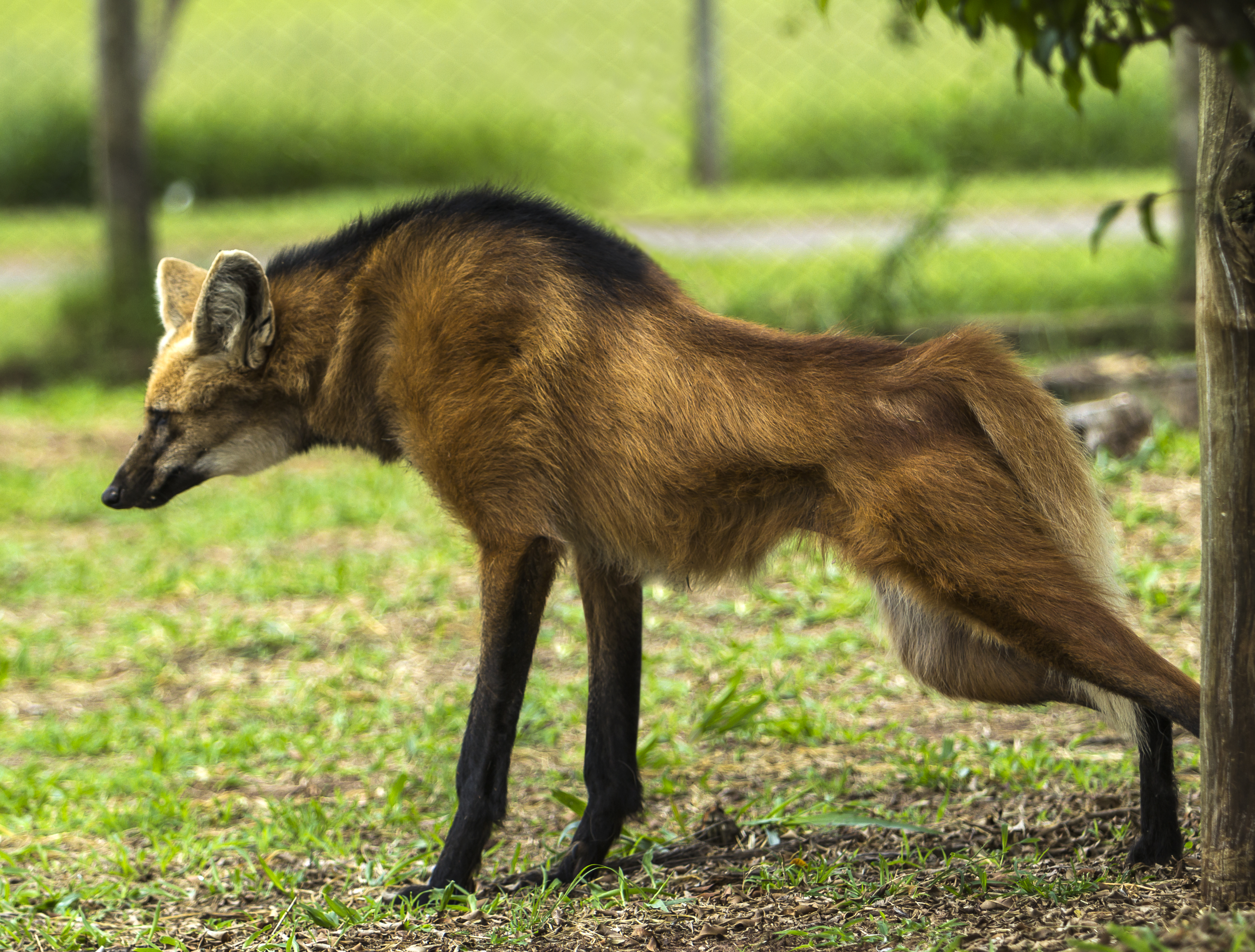
Seu padrão de atividade se relaciona com a temperatura e umidade do ambiente, não sendo obrigatoriamente crepuscular

Os machos deslocam-se mais que as fêmeas e poucas barreiras geográficas impedem o deslocamento. Os dados genéticos mostraram que mesmo rios não são capazes de impedir o fluxo gênico entre populações de lobos-guarás e as populações da espécie não estão isoladas, indicando uma capacidade de deslocamento e adaptação muito grandes. No Parque Nacional Noel Kempff Mercado, na Bolívia, os lobos podem andar até 12 km em uma única noite.
É um animal onívoro, generalista, típico entre os mesopredadores. Por consumir grandes quantidades de frutos e frequentemente eliminá-los intactos nas fezes tem importante papel na dispersão de sementes de plantas, principalmente as da lobeira (Solanum lycocarpum). Apesar da lobeira também ser consumida por outros canídeos sul-americanos, o lobo-guará é o principal dispersor das sementes desta planta, depositando as fezes com sementes em sauveiros, locais em que as lobeiras se agregam. Parece não haver competição direta com outras espécies de carnívoros, apesar de frequentemente ocorrer nos mesmos ambientes. Muitas vezes utilizam os mesmos itens alimentares que o graxaim-do-mato (Cerdocyon thous) e a raposinha-do-campo (Lycalopex vetulus).
Seus predadores são principalmente os grandes felinos, como a onça-parda (Puma concolor) e a onça-pintada (Panthera onca), mas é mais frequentemente predado por esse último superpredador.
São parasitados por carrapatos, principalmente do gênero Amblyomma, e por moscas como Cochliomyia hominivorax, geralmente nas orelhas. Interessante notar que o lobo-guará é pouco parasitado por pulgas. Ele também compartilha uma série de parasitas com os cães domésticos como o vírus da raiva, o parvovírus, o vírus da cinomose, o adenovírus canino, o protozoário Toxoplasma gondii, a bactéria Leptospira interrogans e o nemátodo Dirofilaria immitis.
Frequentemente o lobo-guará é parasitado por Dioctophyme renale, um nemátodo que pode ser fatal para animais em cativeiro e que também se hospeda nos animais em liberdade, nos rins. Já foi sugerido que a ingestão da lobeira poderia evitar que os lobos-guarás contraíssem esse nemátodo, mas tal hipótese foi questionada por vários autores.

### Dieta e forrageamento
Muitos dos estudos sobre a dieta do lobo-guará foram conduzidos em cativeiro e poucos pesquisaram os animais na natureza. Esses estudos foram feitos principalmente em áreas de cerrado do sudeste e centro do Brasil e em algumas localidades da Argentina e Bolívia.

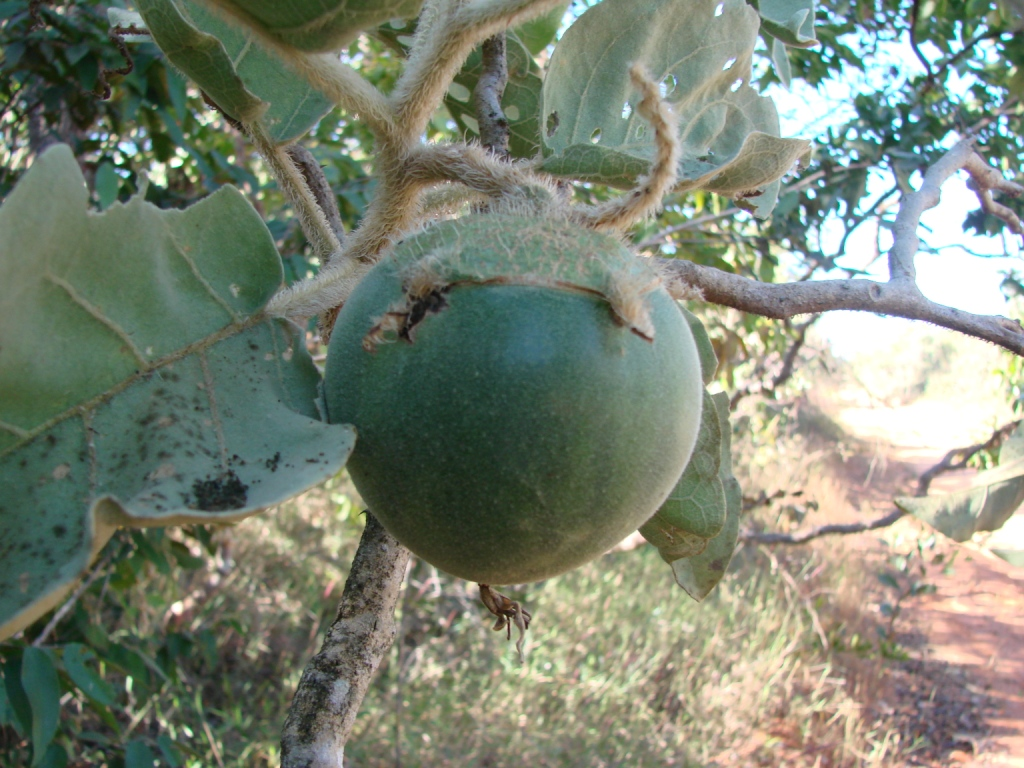
Fruto da lobeira, um dos principais itens vegetais ingeridos pelo lobo-guará

Sendo um animal onívoro e generalista, o lobo-guará se alimenta de praticamente qualquer item que seja capaz de engolir, de origem animal ou vegetal, consumindo uma ampla variedade de frutos e pequenos vertebrados. Foram registrados até 301 itens alimentares ingeridos pelo lobo-guará, sendo 116 plantas e 178 espécies de animais. Eventualmente pode se alimentar de animais de maior porte como o tamanduá-bandeira (Myrmecophaga tridactyla), o graxaim-do-mato (Cerdocyon thous), o caititu (Pecari tajacu) e o veado-campeiro (Ozotoceros bezoarticus). Mas alguns autores consideram que esses animais não são ativamente caçados pelo lobo-guará e que foram ingeridos por já estarem mortos, porque o principal método de estudo da dieta desse animal é feito analisando as fezes. Alguns autores registraram perseguições ativas ao veado-campeiro. Aves foram os principais animais consumidos pelo lobo-guará, e tatus (dásipos) e roedores também são importantes na composição da dieta. Um detalhe interessante é que os alimentos de origem animal são mais consumidos na estação seca.
O lobo-guará caça perseguindo a presa e cavando buracos, realizando saltos para pegar aves em voo. Cerca de 21% das caçadas têm sucesso. Lobos-guará predaram até ratões-do-banhado (Myocastor coypus) que estavam presos em armadilhas. Também foram observados se alimentando de carcaças de animais atropelados.
Muitos estudos mostraram que uma parcela significativa da dieta do lobo-guará é composta por frutos da lobeira (Solanum lycocarpum) e que estes frutos são o principal alimento desse canídeo. Com algumas exceções, esses frutos compõem entre 40 e 90% da dieta do lobo-guará. Somente em alguns estudos no Parque Nacional da Serra da Canastra foi observado uma ingestão reduzida desse fruto. A lobeira é ativamente procurada pelo lobo-guará e onde ela é consumida com abundância não parece ocorrer sazonalidade, sendo consumida durante o ano todo, ao contrário de outros frutos que podem ser consumidos somente na estação chuvosa. Ele pode consumir vários frutos de uma vez e eliminar as sementes intactas nas fezes, o que o torna um excelente dispersor dessa planta. Outros itens vegetais são consumidos, incluindo folhas de gramíneas e frutos do jerivá (Syagrus romanzoffiana) e do marmeleiro (Alibertia edulis). Muitos estudos mostram que itens vegetais podem ser a base da dieta do lobo-guará.

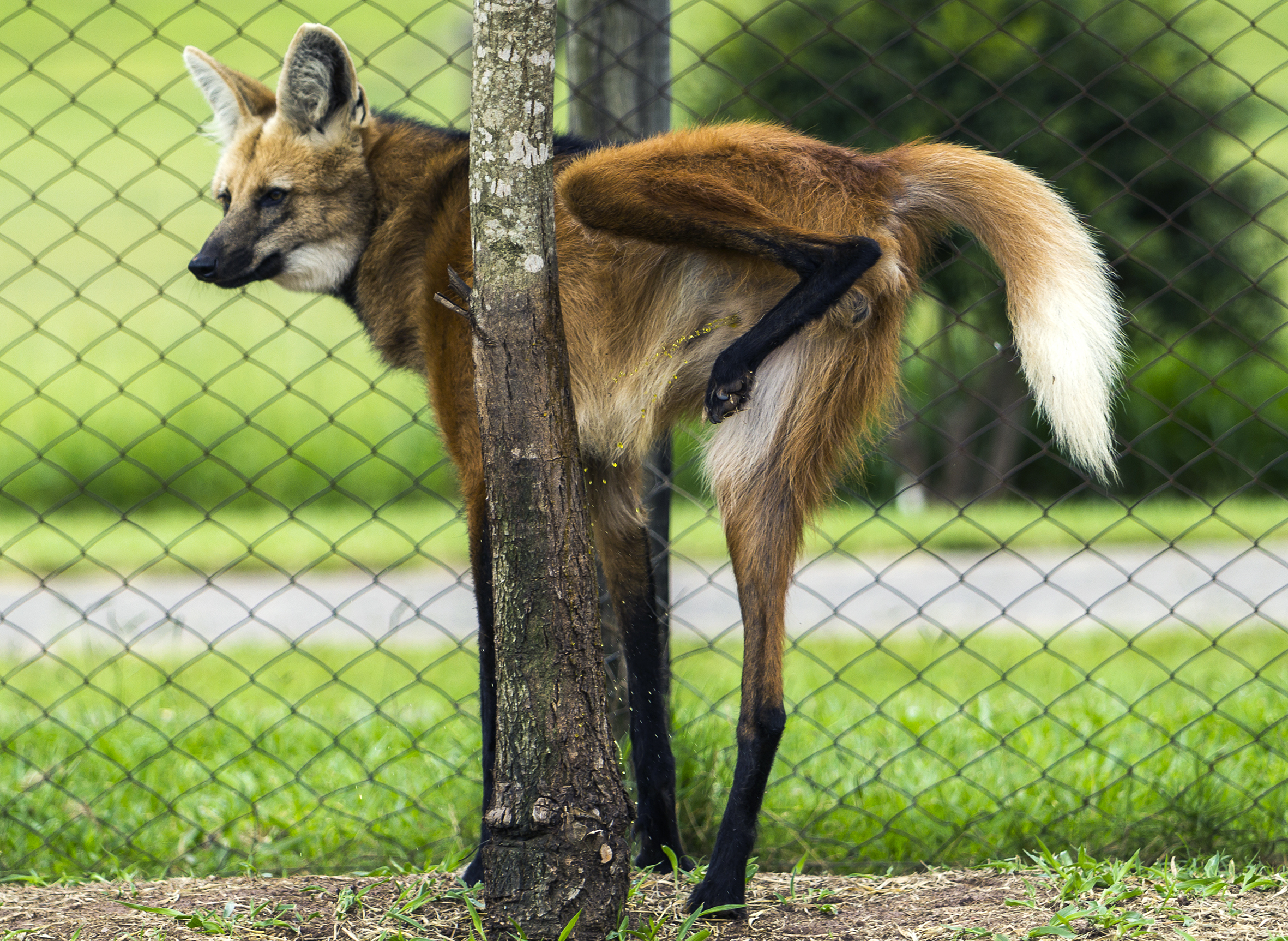
Marcação de cheiro com urina é uma forma de comunicação no lobo-guará

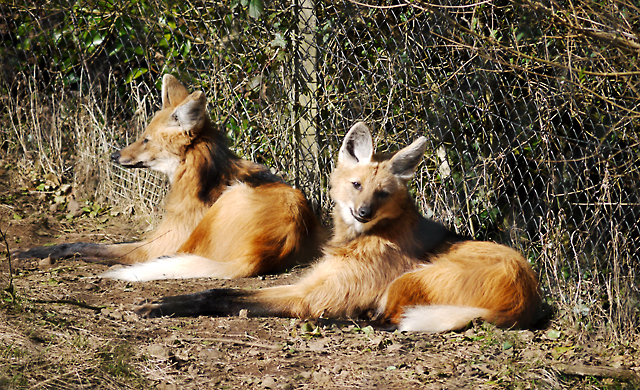
Apesar de solitário, os lobos-guarás podem formar casais no período de estro da fêmea

Restos de alimentos deixados por seres humanos e animais domésticos não possuem muita importância na dieta do lobo-guará, principalmente em áreas bem preservadas de cerrado. Mas ele apresenta tolerância a frutos exóticos cultivados pelo homem, vivendo em áreas alteradas pela agricultura.

### Território, área de vida e comportamento social
Por ter hábitos predominantemente solitários, o lobo-guará também é um animal territorial. É um monogâmico facultativo e os casais só são observados durante o estro da fêmea. A área de vida é ampla, variando de 40 a 123 km², dependendo da estação do ano e da disponibilidade de alimento. Alguns estudos mostram que territórios de fêmeas podem ser maiores que de machos. Na época do cio a fêmea pode reduzir sua área de vida (na serra do Caraça, em Minas Gerais, a fêmea reduziu de 72,28 km² para 45,48 km²). Apesar de solitário, a unidade social do lobo-guará dentro de seu território é o casal, que pode se manter estável por um longo período de tempo. Esse casal só se encontra e pode manter alguma coesão na época reprodutiva. Já foi observado um pequeno grau de caça compartilhada, mas os animais nunca descansam juntos. Os territórios de diferentes casais podem se sobrepor.
Marcações com cheiro e vocalizações são os meios que o lobo-guará usa para se comunicar, seja sinalizando território, seja encontrando outros indivíduos. Tanto machos quanto fêmeas utilizam a marcação com cheiro, mas os machos fazem isso com mais frequência, principalmente no período de estro das fêmeas. Fezes são depositadas principalmente perto das tocas e locais de descanso, em cima de rochas ou cupinzeiros. A urina é utilizada no mesmo contexto, apresentando um odor forte e característico que chega a ser sentido por humanos em trilhas muito utilizadas pelo lobo-guará. Ao longo dessas trilhas o lobo-guará não faz marcas com arranhões.
As vocalizações lembram os latidos de um cachorro de porte grande, durando em média 0,7 segundos em intervalos de 2 a 4 segundos, sequência que se repete por até 23 vezes. Tanto machos quanto fêmeas vocalizam. Costumam vocalizar mais à noite, quando podem ser ouvidos a vários metros de distância. Apesar de estarem associadadas à territorialidade, as vocalizações são mais frequentes entre jovens de um mesmo território, sugerindo serem apenas um sinal para contato a grandes distâncias entre indivíduos conhecidos e não para a defesa de território.
Interações sociais diretas são raras e os lobos-guarás parecem se evitar. Os encontros agonísticos são raros mas ocorrem principalmente entre machos, não tendo sido observados entre as fêmeas. Isso resulta em quase nenhuma sobreposição nos territórios dos machos.

### Reprodução e ciclo de vida

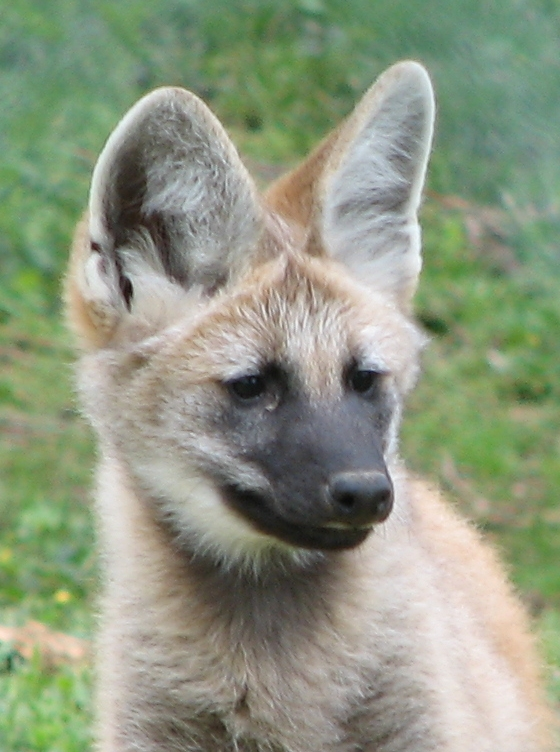
Os filhotes nascem pesando entre 340 e 430 g e ficam com a pelagem avermelhada depois da décima semana

Como na dieta, a maior parte dos dados sobre o estro e ciclo reprodutivo do lobo-guará provém de animais em cativeiro, principalmente sobre a endocrinologia da reprodução. Entretanto, os estudos de animais em liberdade constataram que as mudanças hormonais seguem o mesmo padrão de variação dos animais em cativeiro. A princípio as fêmeas ovulam espontaneamente, mas alguns autores sugerem que a presença de um macho é importante para a indução do estro.
Os animais de cativeiro no hemisfério norte se reproduzem entre outubro e fevereiro e no hemisfério sul entre agosto e outubro. Isso indica que o fotoperíodo tem papel importante na reprodução do lobo-guará, principalmente por conta da produção de sêmen. Geralmente ocorre um estro por ano e a quantidade de esperma produzida pelo lobo-guará é menor quando comparada com a de outros canídeos.
As cópulas acontecem durante o período de 4 dias do estro e são seguidas por até 15 minutos de engate copulatório. O comportamento de corte não é diferente do de outros canídeos, caracterizando-se por aproximações frequentes e investigação anogenital.
A gestação dura cerca de 65 dias, nascendo entre de 2 e 5 filhotes, mas 7 filhotes já foram registrados. Já foram observados nascimentos em maio na serra da Canastra, mas os dados de cativeiro sugerem que os partos se concentram entre junho e setembro. Os poucos dados disponíveis sobre a reprodução na natureza mostram que o lobo-guará se reproduz com dificuldade e a mortalidade de filhotes é alta. As fêmeas podem ficar até 2 anos sem se reproduzirem.
Em cativeiro a reprodução é mais difícil ainda, especialmente nos países temperados do hemisfério norte. Os filhotes nascem pesando entre 340 e 430 gramas, pretos e mudando para a cor avermelhada depois da décima semana. Os olhos se abrem com cerca de 9 dias de idade. São amamentados até os 4 meses e alimentados pelos pais por regurgitação até os 10 meses, iniciando na 3ª semana de idade. Com três meses os filhotes acompanham a mãe enquanto ela forrageia. O cuidado parental é compartilhado entre macho e fêmea, mas as fêmeas fazem isso com mais frequência. Dados sobre cuidado parental pelo macho foram coletados em animais de cativeiro e pouco se sabe se isso ocorre com frequência em animais selvagens. A maturidade sexual é alcançada com 1 ano de idade e a partir dessa idade deixam o território em que nasceram.
A longevidade em liberdade é desconhecida, mas em cativeiro ela é estimada entre 12 e 15 anos. Há um relato de um indivíduo no Zoológico de São Paulo que viveu até os 22 anos.

## Conservação

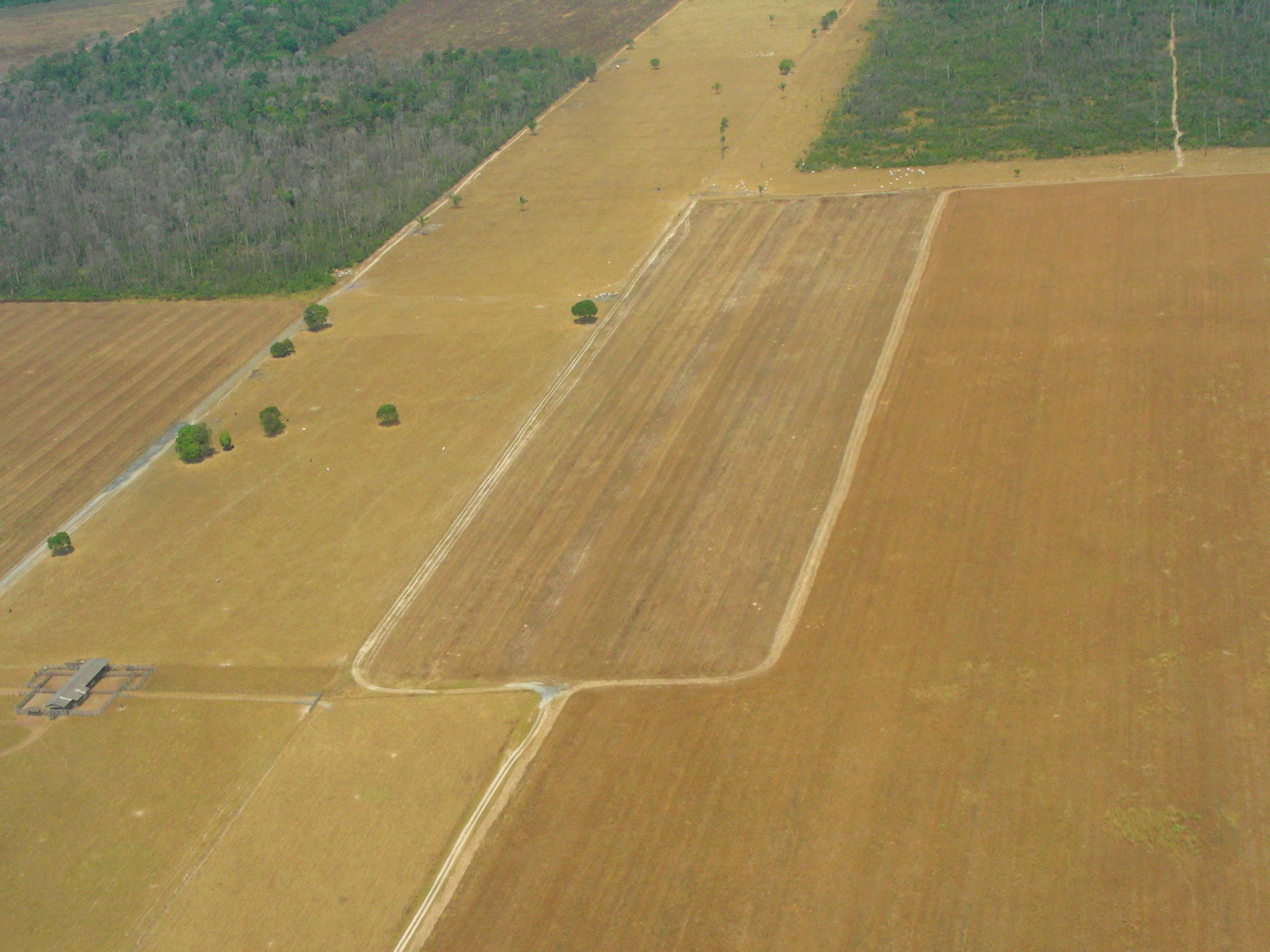
Apesar de tolerante a ambientes humanizados, a destruição do cerrado para a agricultura é a maior ameaça ao lobo-guará

O lobo-guará não é considerado uma espécie ameaçada de extinção pela União Internacional para a Conservação da Natureza (UICN), por causa de sua ampla distribuição geográfica e pela capacidade de adaptação a ambientes modificados pelo homem. Mas tem se observado um declínio de suas populações e a espécie pode estar em alguma categoria de ameaça em breve, por isso a UICN classifica-o como uma espécie quase ameaçada. Até 1996 o lobo-guará era uma espécie vulnerável pela UICN. Ele também consta no apêndice II da Convenção sobre o Comércio Internacional das Espécies da Fauna e da Flora Silvestres Ameaçadas de Extinção (CITES), que não o caracteriza como ameaçado mas atenta para que, se não houver medidas para sua conservação, a espécie pode entrar em alguma categoria de ameaça no futuro. A lista do Instituto Chico Mendes de Conservação da Biodiversidade (ICMBio), no Brasil, que segue os mesmos critérios da UICN, considera o lobo como espécie vulnerável. Por esses mesmos critérios, as listas estaduais brasileiras também o consideram em situação mais problemática: é uma espécie vulnerável nas listas de São Paulo e Minas Gerais, enquanto que nas listas do Paraná, Santa Catarina e Rio Grande do Sul o lobo-guará é considerado como "em perigo" e "criticamente em perigo", respectivamente. No Uruguai, apesar de não haver uma lista como a do Brasil e da UICN, ele é tido como espécie com "prioridade" para conservação. Na Argentina não é considerado como em perigo crítico, mas reconhece-se que suas populações estão declinando e encontram-se fragmentadas. A situação do lobo-guará na Bolívia e no Paraguai é incerta. Mesmo com essas incertezas o lobo-guará é protegido contra a caça em todos os países que ocorre.
Dados populacionais estimam 21 746 indivíduos adultos no Brasil. Na Argentina estima-se que ocorram 660 animais, e 880 no Paraguai. Não mais do que 1 mil animais devem ocorrer na Bolívia. A natureza territorial e solitária do lobo-guará faz com que ele tenha densidades muito baixas nos locais em que habita. Estudos apontam para densidades de 0,01 indivíduo / km² na Estação Ecológica de Águas Emendadas e 0,05 / km² no Parque Nacional das Emas, sendo que a maior densidade reportada é de 0,08 animais / km² no Parque Nacional da Serra da Canastra.
A maior ameaça à sobrevivência do lobo-guará é representada pela conversão de áreas de vegetação nativa em campos cultivados, apesar de sua notável tolerância a ambientes alterados antropicamente. A falta de ambientes ótimos para a reprodução da espécie é um fator preponderante na alta mortalidade dos filhotes. Nessas áreas antropizadas, atropelamentos também são importante causa de mortalidade, principalmente de animais jovens. O contato com cães também é prejudicial ao lobo-guará, susceptível a contrair as mesmas doenças. Este é um dos principais problemas a serem resolvidos, apesar de não se saber ao certo o quão grave seja a ameaça.
Frequentemente, o lobo-guará é considerado um predador de animais domésticos, principalmente galinhas, o que faz com que ele seja perseguido por fazendeiros. Não raro, avicultores possuem uma percepção negativa do lobo-guará, mesmo que ele não seja, de fato, o responsável pelos ataques aos galinheiros. Dado que a visão das populações locais influencia diretamente o sucesso de programas de conservação, a educação ambiental é um ponto importante a ser abordado em qualquer estratégia de preservação do lobo-guará.
Encorajador na conservação do lobo-guará é o fato de ele ainda ocorrer em numerosas unidades de conservação, mesmo nas regiões em que o cerrado foi fragmentado, como no estado de São Paulo. Importantes unidades de conservação do lobo-guará são a Reserva Provincial Iberá e o Parque Nacional Chaco, na Argentina; os parques nacionais Noel Kempff Mercado e Isiboro-Secure na Bolívia; os parques nacionais das Emas, da Serra da Canastra e de Brasília, no Brasil; e a Reserva da biosfera do Bosque Mbaracayú, no Paraguai.
Geneticamente, as populações de lobo-guará estão íntegras, sem grandes descontinuidades e sem nenhuma população dramaticamente isolada, o que também é um aspecto positivo para a conservação do canídeo. No entanto, a genética do lobo-guará ainda não é bem entendida e alguns estudos apontam para uma baixa diversidade do DNA mitocondrial, sugerindo que houve uma redução drástica nas populações em um passado recente.
O lobo-guará é um animal popular em zoológicos, e tem sido mantido em várias instituições por muitos anos, apesar de sua difícil reprodução em cativeiro. Zoológicos são importantes na conservação desta e de outras espécies, principalmente do ponto de vista genético. No caso do lobo-guará, visto a rápida destruição do cerrado, zoológicos são importantes meios de se evitar sua extinção. Em 2011, no Jardim Zoológico de Brasília, a medicina veterinária fez uso de terapia regenerativa, quando células-tronco foram empregadas para tratar uma loba-guará vitimada por atropelamento. Após o tratamento, loba foi devolvida para a natureza totalmente recuperada. Tal técnica foi vista como uma forma de auxiliar na preservação de animais selvagens. Este foi o primeiro uso registrado de células-tronco para tratar e curar lesões num animal selvagem.
Em 2012, existiam 3 288 animais em cativeiro, em cerca de 320 instituições pelo mundo. Existem bons programas de manejo dessas populações em cativeiro, e apesar de no começo muitos animais terem sido provenientes de espécimes selvagens (até cerca de 1963), atualmente, os animais distribuídos em zoológicos nasceram em cativeiro. Para os zoológicos brasileiros, existia um plano específico para o lobo-guará, o Plano de Manejo Brasileiro para o Lobo Guará, criado em 1990, mas cancelado em 2003.

## Aspectos culturais

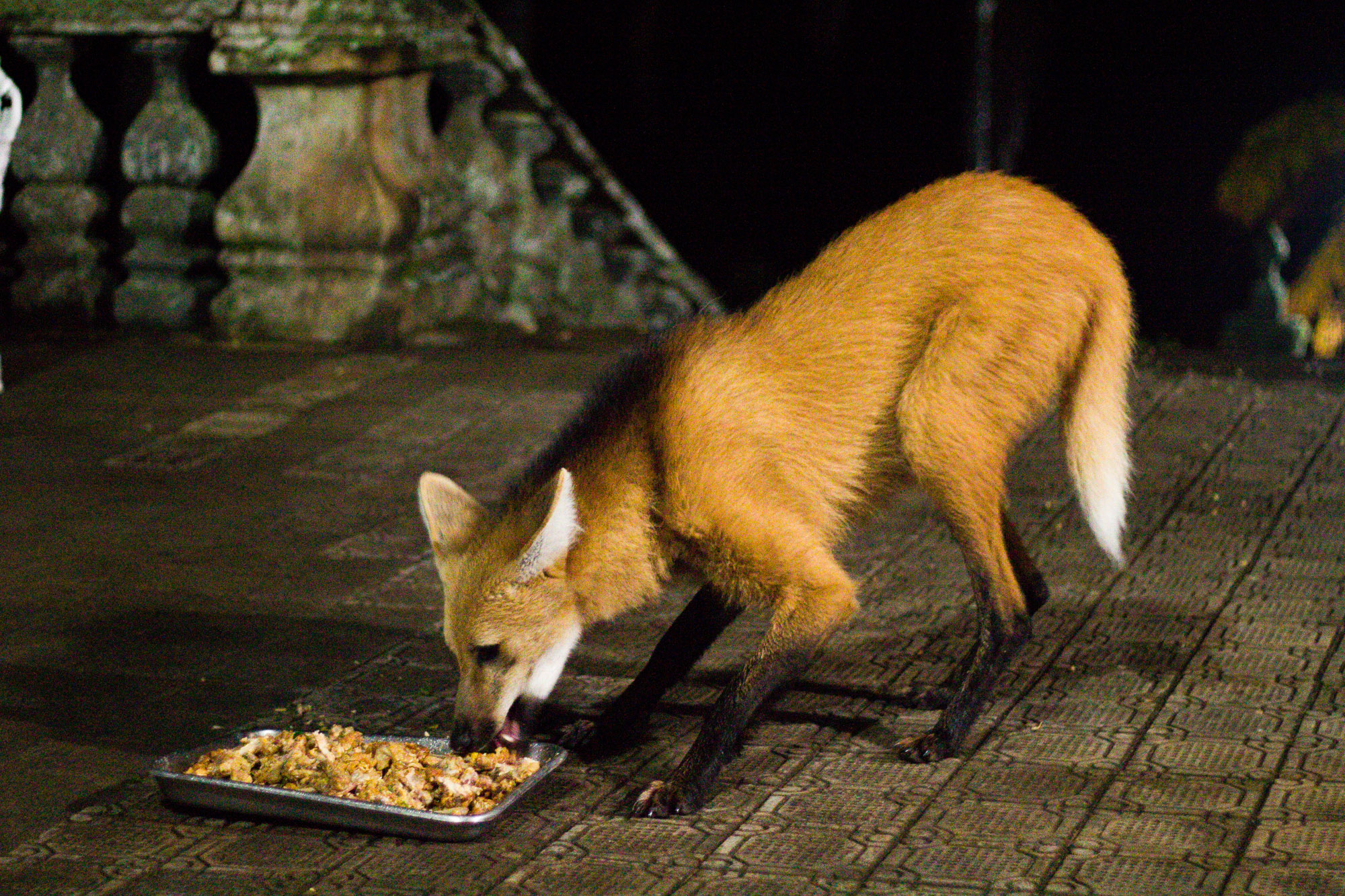
Para os humanos, o lobo-guará é um animal a ser preservado

As atitudes e opiniões dos seres humanos sobre o lobo-guará variam ao longo das populações, indo desde o medo e a tolerância, até aversão. Em algumas regiões do Brasil acredita-se que partes de seu corpo ajudem na cura de bronquite, doenças nos rins, e até picadas de cobras. Também acredita-se que possa trazer boa sorte. Essas partes podem ser dentes, o coração, orelhas e até mesmo fezes secas. Na Bolívia acredita-se que montar uma sela feita de couro do lobo-guará protege de má sorte. Apesar dessas superstições, não existe uso em larga escala das partes desse animal.
Em sociedades urbanas no Brasil as pessoas tendem a apresentar simpatia pelo lobo-guará, não vendo nele valores como animal de caça ou praga. Frequentemente, consideram ser importante a sua preservação e, apesar dessas sociedades o associarem à força e ferocidade, não o consideram um animal perigoso. Apesar de popular em alguns locais e comum em muitos zoológicos, ele pode passar despercebido. Estudos em zoológicos do Brasil mostraram que até 30% dos entrevistados desconheciam ou não sabiam reconhecer um lobo-guará.
Era considerado um animal comum pelos guaranis e os primeiros nomes usados por europeus, como o Padre José de Anchieta, eram os mesmos usados pelos povos nativos (yaguaraçú). O naturalista espanhol Félix de Azara também utilizou o nome guarani para descrevê-lo. Azara também foi um dos primeiros a descrever a biologia da espécie e considerá-la parte importante da fauna do Paraguai. Deve-se salientar que muito da visão negativa sobre o lobo-guará como predador de aves domésticas deriva do etnocentrismo europeu, onde frequentemente os camponeses tinham problemas com lobos e raposas.
Raramente o lobo-guará causa antipatia nas populações humanas dos locais em que habita. Por isso ele tem sido utilizado como espécie bandeira para preservação do cerrado brasileiro.
Em julho de 2020, o lobo-guará passou a figurar a nota de 200 reais. A nota foi lançada oficialmente em 02 de setembro de 2020, dado que em 2001 o lobo-guará havia sido o 3º mais votado pelo público para estampar as notas de real, atrás apenas da tartaruga-marinha e do mico-leão-dourado.
Ele também já foi representado na moeda de 100 cruzeiros-reais, que circulou no Brasil entre 1993 e 1994.